# Tanazistensänger
Der Tanazistensänger (Cisticola restrictus) ist eine Singvogelart aus der Familie der Halmsängerartigen. Er ist endemisch im westlichen Kenia.

## Beschreibung
Der Tanazistensänger erreicht eine Länge von 13 Zentimetern und ein Gewicht von 12 bis 15 Gramm. Das Gesicht ist cremefarben. Die Wangen sind graubraun. Der Oberkopf ist rostbraun mit dunkelbraunen Strähnen. Die Oberseite ist graubraun. Rücken und Mantel zeigen eine kräftige dunkelbraune Strichelung. Die Arm- und Handschwingen sowie die Unterflügeldecken sind dunkelbraun mit aschgrauen Rändern. Der Schwanz ist braun mit einem dunkleren Subterminalband. Bis auf das mittlere Federpaar weisen alle Schwanzfedern lederbraune Spitzen auf. Die Unterseite ist cremefarben. Die Flanken und die Brust sind ledergrau verwaschen. Kehle und Bauchmitte sind heller gefärbt. Die Iris ist lebhaft braun. Der Schnabel ist dunkelbraun mit einer hellen Basis. Die Beine stumpfrosa. Das Weibchen ist etwas kleiner als das Männchen. Die Jungvögel sind unbeschrieben.

## Lebensraum und Lebensweise
Über seine Lebensweise ist nur sehr wenig bekannt. Der Lebensraum ist halbtrockenes Akazienbuschland in Höhenlagen bis 500 m. Seine Nahrung besteht hauptsächlich aus Insekten, einschließlich Grashüpfern.

## Status
Der Tanazistensänger wurde 1967 von Melvin Alvah Traylor, Jr. anhand von sechs Museumsexemplaren beschrieben, die 1931–1932, 1961–1962 und 1967 am Unterlauf des Tana-Flusses bei Karawa, Garsen, Ijole, Mnazini und Sango gesammelt und zunächst für Grauzistensänger (Cisticola cinereolus) gehalten wurden. Ein siebentes Exemplar soll 1972 gesichtet worden sein und eine unbestätigte Beobachtung gab es 2007 im Tana River Delta.
Bis heute gilt der Status des Tanazistensängers als umstritten. Nach Meinung der Ornithologen  David J. Pearson und Adrian Lewis stellt der Tanazistensänger vermutlich ein anomales Exemplar des Grauzistensängers oder eine Hybride aus Grauzistensänger und Rotscheitel-Zistensänger (Cisticola chiniana) dar. Sollte diese Vermutung durch eine DNA-Analyse der Museumsexemplare bestätigt werden, wäre der Tanazistensänger ein invalides Taxon. Bis zur endgültigen Klärung des Artstatus wird der Tanazistensänger von BirdLife International in der Kategorie DD (Data deficient = Unzureichende Datenlage) gelistet.